# Pringy (Haute-Savoie)
Pour les articles homonymes, voir Pringy.
Pringy est une ancienne commune française située dans le département de la Haute-Savoie, en région Auvergne-Rhône-Alpes.
Au 1er janvier 2017, elle fusionne avec les communes d'Annecy, d'Annecy-le-Vieux, de Cran-Gevrier, de Meythet et de Seynod, pour devenir une commune nouvelle, Annecy, qui compte 121 809 habitants (données 2013).

## Géographie

### Localisation
Pringy est située au nord d'Annecy, sur l'antique route de Genève. On y accède via la très longue avenue de Genève traversant les deux villes d'Annecy et d'Annecy-le-Vieux.
Les communes limitrophes de Pringy sont Argonay, Épagny-Metz-Tessy, La Balme-de-Sillingy, Cuvat, l'ancienne commune de Saint-Martin-Bellevue et l'ancienne commune d'Annecy-le-Vieux.

### Climat
Pringy est située en Haute-Savoie. Le climat y est essentiellement montagnard, avec un hiver froid et neigeux. Cependant, la proximité du lac d'Annecy radoucit un petit peu la température.

### Voies de communication et transports

#### Voies ferroviaires

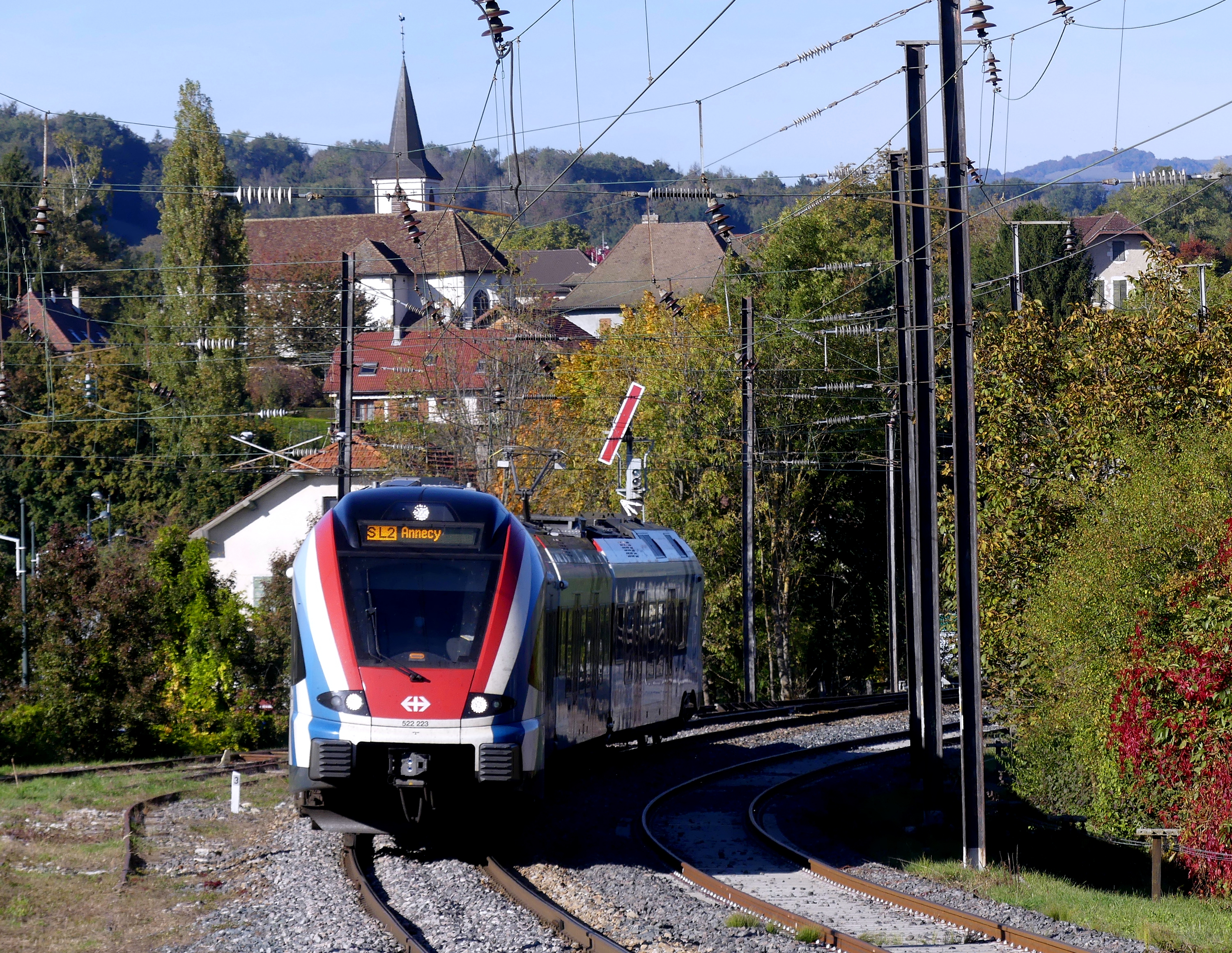
Train du Léman Express à Pringy.

Pringy possède une gare SNCF située sur la ligne d'Annecy à La Roche-sur-Foron (ligne ferroviaire Aix-les-Bains - Annemasse. Elle est desservie par certains trains régionaux  en provenance d'Annecy et à destination de La Roche-sur-Foron et Annemasse et vice-versa.
Cette gare de la banlieue d'Annecy permet un accès à l'hôpital d'Annecy. Des correspondances sont assurées par des lignes d'autobus de l'agglomération annécienne, gérées par la SIBRA.
La gare s'est développée à la fin des années 2010 avec la mise en service des dessertes cadencées du Léman Express entre Genève et Annecy.

#### Voies routières
L'autoroute A41 traverse la commune et la sépare de sa voisine Metz-Tessy à l'ouest. Elle permet une entrée à travers la sortie 17 Annecy-Nord.

#### Transports en commun
La commune est desservie par une quinzaine de cars à destination d'Annecy, d'Annemasse ou de Genève.

## Urbanisme

### Morphologie urbaine

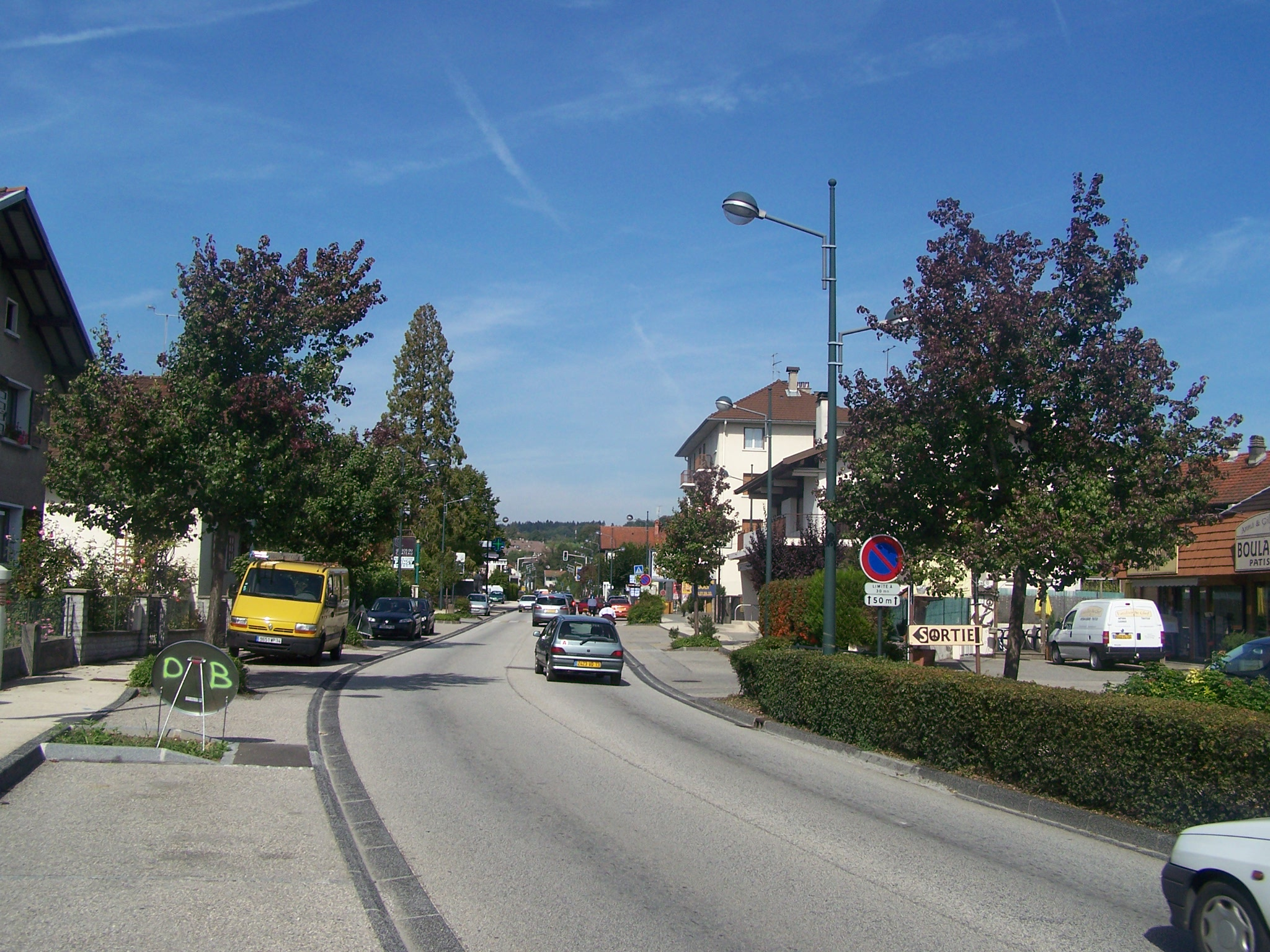
Le centre de la commune.

L'ancienne commune de Pringy est composée de plusieurs hameaux et autre village dont 
Le Pont de Brogny qui est une commune de Pringy. Située à moins d'un kilomètre au sud de Pringy, elle comprend uniquement le carrefour où se rencontrent les routes venant de Pringy, d'Argonay et d'Annecy-le-Vieux, les quelques habitations les bordant, ainsi que le pont sur le Fier, pour une surface totale ne dépassant sans doute pas 1 km2[précision nécessaire].

## Toponymie
Le toponyme de Pringy dérive, très probablement comme la localité suisse de Pringy, du nom d'un domaine gallo-romain *Primiacus. La première mention du toponyme se trouve sous la forme Prinniacum en 867.
En francoprovençal ou arpitan savoyard, le nom de la commune s'écrit Prengi et se prononce [prɛ̃.ði] (retranscrit selon la norme API) et « prinzhi » (transcrit selon la graphie semi-phonétique de Conflans).

## Histoire
La paroisse est citée en 867 dans un document royal de Lothaire II de Lotharingie, où elle est donnée à sa femme Thieteberge,, « Primiacus » deviendra par la suite « Pringy ».
Le terme « Ferriara » qui deviendra « Ferrières » apparaît en 1440.
La mairie est construite en 1966.
En 1973, les communes de Ferrières et Pringy fusionnent et prennent le nom de Pringy.
En avril 2013 est inaugurée la nouvelle mairie d'une surface de 1 400 m2 pour un budget total de 3,2 millions d'euros.

## Politique et administration

### Liste des maires
| Période                                  | Période          | Identité              | Étiquette | Qualité                                           |
| ---------------------------------------- | ---------------- | --------------------- | --------- | ------------------------------------------------- |
| Les données manquantes sont à compléter. |                  |                       |           |                                                   |
| juin 1995                                | mars 2008        | Jean-Francois Bouchet |           | Ingénieur agricole, maire honoraire               |
| mars 2008                                | 31 décembre 2016 | Jean-François Piccone | DVD       | Cadre financier retraité Vice-président de la C2A |

### Liste des maires délégués
| Période        | Période        | Identité              | Étiquette | Qualité |
| -------------- | -------------- | --------------------- | --------- | --- |
| 2 janvier 2017 | 4 juillet 2020 | Jean-François Piccone | DVD       | Cadre financier retraité Maire adjoint d'Annecy (2017 → 2020) Vice-président du Grand Annecy (2017 → 2020) |
| 4 juillet 2020 | En cours       | Xavier Osternaud      | DVC       | Entrepreneur                                                                                               |

### Jumelages
- Gräfenberg (Bavière) (Allemagne) ;
- Rebra (Roumanie).

## Population et société

### Démographie
Ses habitants sont appelés les Prinniaciens.
L'évolution du nombre d'habitants est connue à travers les recensements de la population effectués dans la commune depuis 1793. Pour les communes de moins de 10 000 habitants, une enquête de recensement portant sur toute la population est réalisée tous les cinq ans, les populations de référence des années intermédiaires étant quant à elles estimées par interpolation ou extrapolation. Pour la commune, le premier recensement exhaustif entrant dans le cadre du nouveau dispositif a été réalisé en 2008.

En 2014, la commune comptait 4 085 habitants, en évolution de +18,85 % par rapport à 2008 (Haute-Savoie : +6,01 %, France hors Mayotte : +2,11 %).
| 1793 | 1800 | 1806 | 1822 | 1838 | 1848 | 1858 | 1861 | 1866 |
| ---- | ---- | ---- | ---- | ---- | ---- | ---- | ---- | ---- |
| 286  | 288  | 321  | 337  | 409  | 390  | 394  | 393  | 358  |

| 1872 | 1876 | 1881 | 1886 | 1891 | 1896 | 1901 | 1906 | 1911 |
| ---- | ---- | ---- | ---- | ---- | ---- | ---- | ---- | ---- |
| 389  | 421  | 409  | 406  | 405  | 380  | 356  | 347  | 345  |

| 1921 | 1926 | 1931 | 1936 | 1946 | 1954 | 1962 | 1968  | 1975  |
| ---- | ---- | ---- | ---- | ---- | ---- | ---- | ----- | ----- |
| 372  | 387  | 405  | 379  | 549  | 576  | 945  | 1 070 | 1 369 |

| 1982  | 1990  | 1999  | 2006  | 2008  | 2013  | 2014  | - | - |
| ----- | ----- | ----- | ----- | ----- | ----- | ----- | - | - |
| 1 915 | 2 462 | 2 616 | 3 249 | 3 437 | 4 129 | 4 085 | - | - |

### Médias

#### Radios et télévisions
La commune est couverte par des antennes locales de radios dont France Bleu Pays de Savoie, ODS Radio, Radio Semnoz... Enfin, la chaîne de télévision locale TV8 Mont-Blanc diffuse des émissions sur les pays de Savoie. Régulièrement l'émission La Place du village expose la vie locale du bassin annécien. France 3 et son décrochage France 3 Alpes, peuvent parfois relater les faits de vie de la commune.

#### Presse et magazines
La presse écrite locale est représentée par des titres comme Le Dauphiné libéré, L'Essor savoyard, Le Messager - édition Genevois, le Courrier savoyard.

## Économie

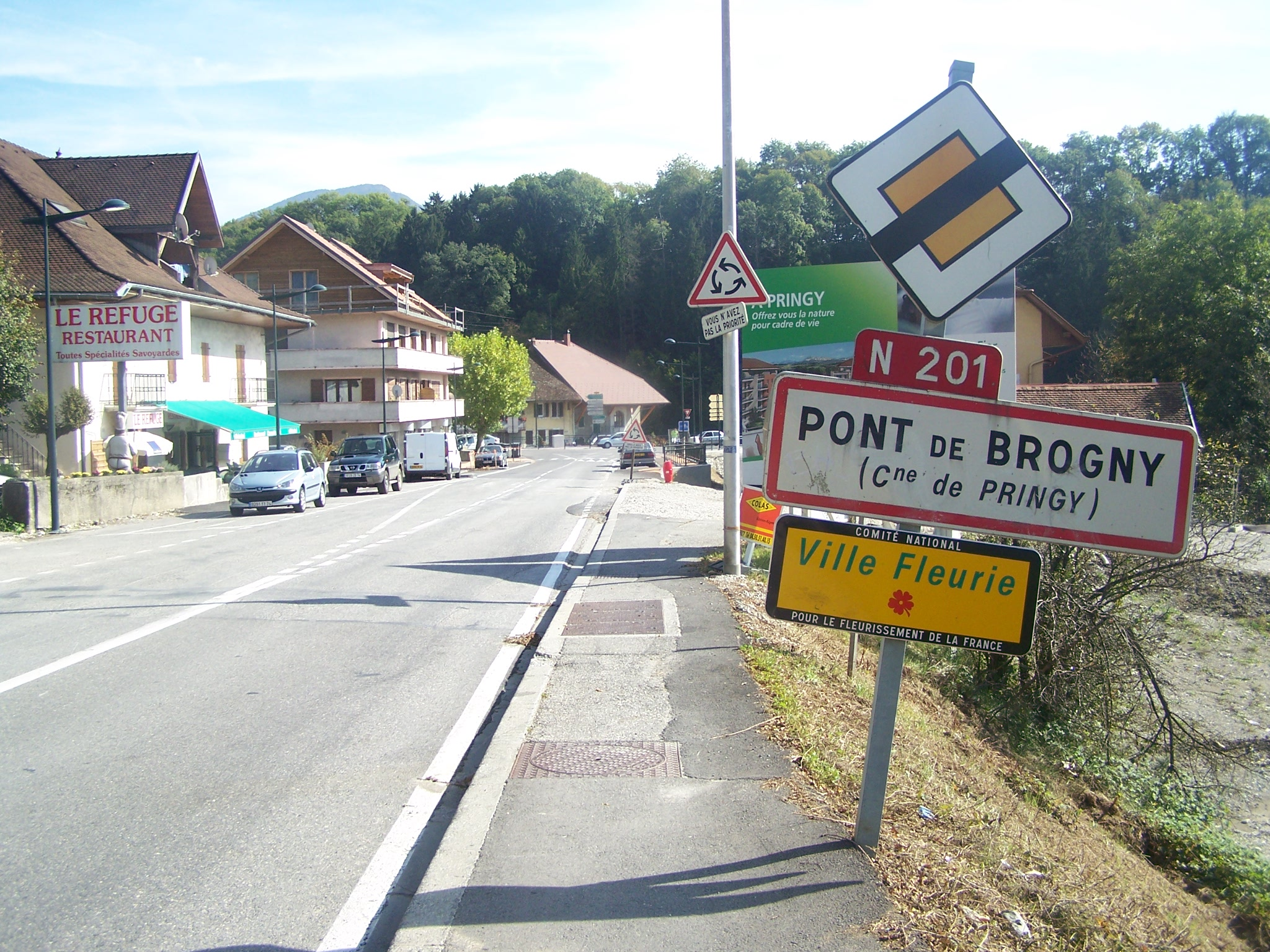
Le Pont de Brogny.

La commune de Pringy compte sur son territoire une usine du fabricant Tefal.
En 2014, la capacité d'accueil du village, estimée par l'organisme Savoie Mont Blanc, est de 94 lits touristiques répartis dans 20 structures, dont 10 meublés.

## Culture locale et patrimoine

### Lieux et monuments
- Château de Monthoux, centre d'une seigneurie[14] ;
- Château de Promery (avant XIVe siècle)[14], inscrit aux Monuments historiques en 1951[15] ;
- Église Saint-Maurice de Pringy[16].
- Église Saint-Maurice de Ferrières (XVIIe siècle)[17].

### Espaces verts et fleurissement
En 2015, la commune obtient le label 2e fleur au concours des villes et villages fleuris.

### Héraldique
| Armes de Pringy | Les armes de Pringy se blasonnent ainsi : De gueules à la croix d'argent, cantonnée, au premier d'un chevron alésé d'or, au deuxième d'un pic de mineur d'argent posé en barre, au troisième de l'urne funéraire de Primus aussi d'argent, au quatrième d'une croix trèflée brochant sur une croix de Malte penchée, apparaissant ainsi dans les cantons de la première, le tout d'or, chargée en cœur d'un écusson du Genevois (d'or à quatre points équipolé d'azur). |